# Accor

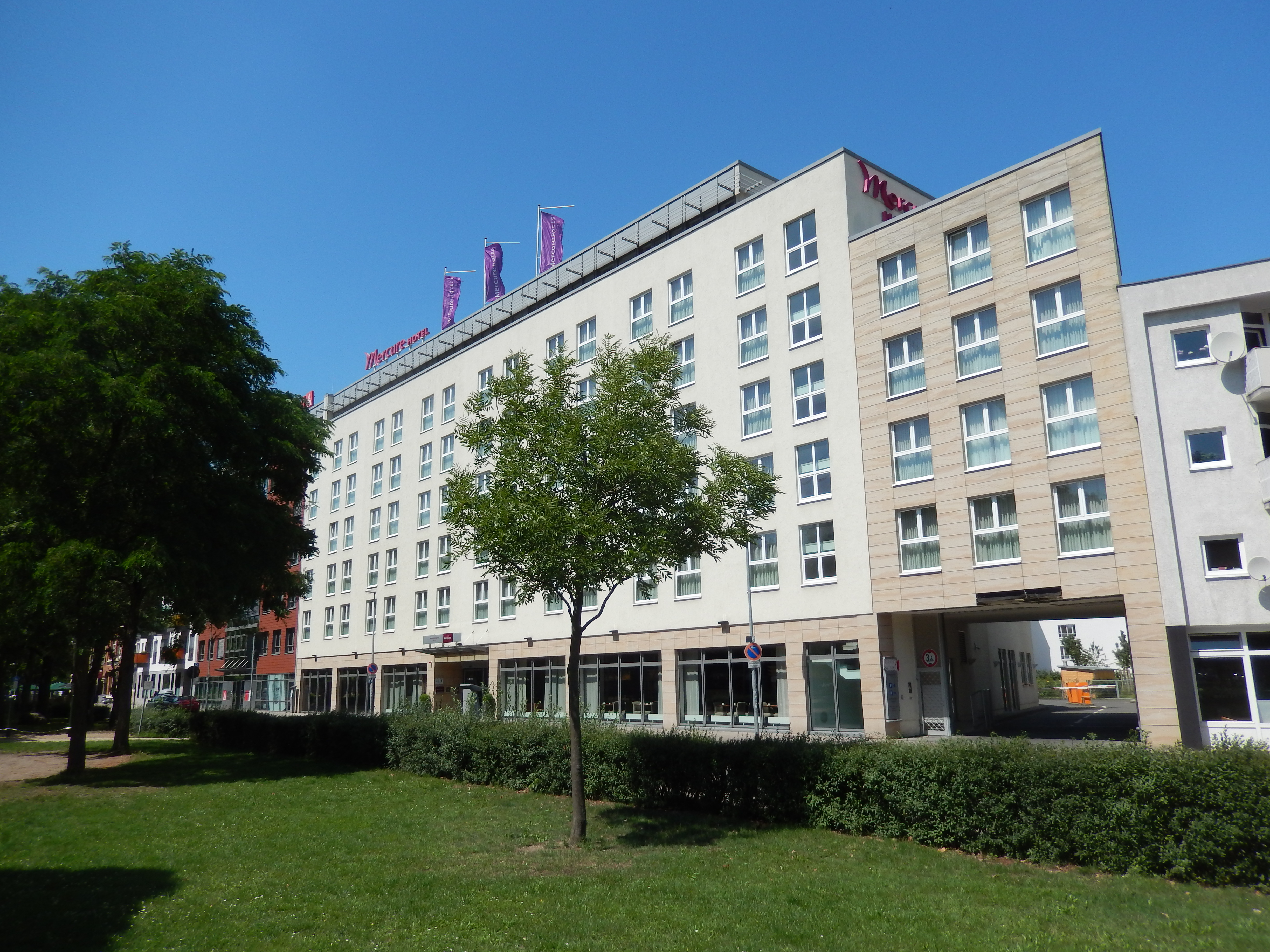
Mercure in Hannover

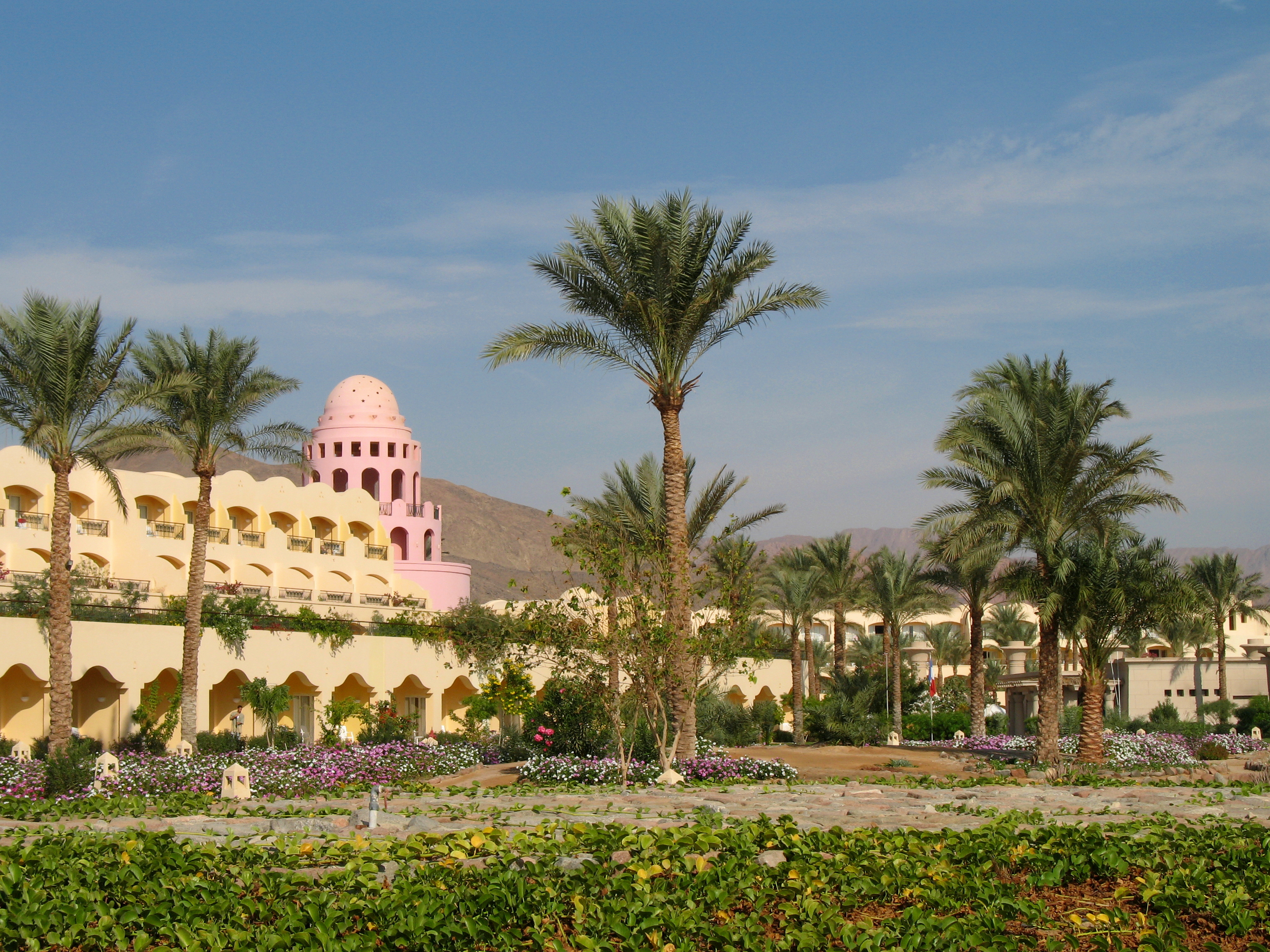
Sofitel Taba Heights, Ägypten

Accor ist ein international tätiges französisches Unternehmen im Bereich Hotel- und Gastgewerbe mit Sitz in Issy-les-Moulineaux. Es ist an der Euronext in Paris notiert und Bestandteil des Aktienindex CAC Next 20. Das Unternehmen ist als Betreiber, Eigentümer und Investor von Hotels aktiv. 1967 wurde in Lille-Lesquin das erste Novotel-Hotel eröffnet, das den Grundstein für den Konzern bildete. In den 1970er Jahren expandierte das Unternehmen über Frankreich hinaus, und 2021 zählte Accor zu den größten Hotelketten weltweit mit rund 5.300 Hotels in 110 Ländern. Außerhalb Chinas und USA ist das Unternehmen nach eigenen Angaben die Nummer eins im Markt.

## Geschichte

### Gründung der Hotelgesellschaft SIEH
1967 gründeten die ehemaligen IBM-Manager Paul Dubrule und Gerard Pélisson (1932–2023) die „Société d'investissement et d'exploitation hôteliers“, kurz SIEH. Das Unternehmen eröffnete im selben Jahr das erste Hotel unter dem Namen Novotel am Flughafen Lille. Bei der Konzeption des Hauses ließen sich die beiden Gründer von US-amerikanischen Ketten leiten, die in Vorstädten oder an größeren Autobahnen Standorte besitzen. Bis 1973 stieg die Zahl der Novotel-Hotels auf 23. Um neben der Mittelklasse auch preisbewusste Kunden anzusprechen, eröffnete SIEH dann 1974 das erste Ibis-Hotel in Bordeaux. Ein Jahr später übernahm das Unternehmen die Hotelkette Mercure und konnte so seine Marktposition signifikant ausbauen. In den 1970er Jahren dehnte SIEH sein Geschäft auf das Catering aus, insbesondere durch den Kauf der Restaurantkette Courte Paille. Außerdem expandierte das Unternehmen nach Afrika, Lateinamerika und den Mittleren Osten, um französischen Touristen in diesen Ländern Hotels anzubieten. 1980 erwarb SIEH die Luxus-Hotels unter der Marke Sofitel vom französischen Industriellen Jacques Borel, der zuvor ebenfalls für IBM gearbeitet hatte. Damit wurde SIEH zu einem der ersten Unternehmen, das Hotels im Budget-, Mittelklasse- und Premium-Bereich betrieb.

### Kauf von Jacques Borel International
Bis Ende der 1970er Jahre entwickelte sich SIEH mit 240 Hotels der Marken Ibis, Mercure und Novotel zum Marktführer in Europa. Um den Dienstleistungsbereich weiter auszubauen, lieferte sich SIEH 1982 einen Bieterwettstreit mit Sodexo um das Catering-Unternehmen Jacques Borel International. 1983 fusionierte SIEH schließlich mit Jacques Borel International zur Unternehmensgruppe Accor. Dadurch kam beispielsweise auch das Unternehmen Ticket Restaurant zum Konzern, ein französischer Dienstleister für Essensgutscheine (Voucher). Zum Zeitpunkt der Fusion hatte Accor 440 Hotels und 1.500 Restaurants. Das Unternehmen beschäftigte rund 35.000 Mitarbeiter in 45 Ländern.
Ungeachtet der Fusion forcierte Accor auch sein Hotelgeschäft: 1985 rief der Konzern die Kette Formule 1 ins Leben, heute Hotel F1 genannt. Es handelte sich um Budget-Hotels ohne Sterne. Accor hatte mit dem Konzept überdurchschnittlich Erfolg, das Unternehmen entwickelte sich zum Pionier der Budget-Hotellerie. Parallel zur kontinuierlichen Expansion der Ibis-Hotels stieg Formule 1 zur am schnellsten wachsenden Kette in Europa auf. Bis in die 1990er Jahre eröffnete Accor durchschnittlich jede Woche ein neues Hotel unter der Marke.

### Marktführerschaft bei Budget-Hotels
1990 kaufte Accor die US-amerikanische Hotelkette Motel 6, sodass der Konzern weltweit führend im Bereich der Budget-Hotels war. Die Akquisition wurde 1991 durch Gründung der Low-Budget-Kette Etap Hotels (heute Ibis Budget) ergänzt. 1991 beteiligte man sich außerdem mehrheitlich an den Hotels des belgisch-französischen Tourismuskonzerns Compagnie Internationale des Wagons-Lits. Anfang der 1990er Jahre erzielte Accor rund zwei Drittel seines Umsatzes mit der Hotellerie, ein Drittel in der Gastronomie. Obwohl nicht zuletzt Formule 1 eine hohe Rendite erreichte, hatte das Unternehmen mit Problemen zu kämpfen. Neben den Auswirkungen des gesamtwirtschaftlichen Umfelds machte dem Konzern zu schaffen, dass eigene Hotels mitunter gegenseitig konkurrierten, weshalb die seit den 1980er Jahren bestehende dezentrale Profitcenter-Struktur stärker zentralisiert wurde. 1999 stellte Accor unter dem Namen Suitehotel ein neues Konzept für Hotels vor, die ihren Gästen überdurchschnittlich viel Platz und mehrere Räume boten. Die sogenannten Suitehotels waren insbesondere für Geschäftsreisende, Städtereisende und Familien gedacht, die längere Aufenthalte planen. Heute firmieren die Häuser unter der Marke Novotel Suites.

### Ausbau der weltweiten Präsenz
Nach der Jahrtausendwende forcierte Accor die weltweiten Geschäfte: Im Jahr 2000 führte der Konzern zum Beispiel die sogenannte „Meal Service Card“ in China ein. Die Hotelkette Ibis expandierte im gesamten asiatisch-pazifischen Raum, im Zentrum der Aktivitäten stand jedoch ebenfalls China. In der Hafenstadt Tianjin eröffnete 2003 das erste Hotel der Kette. 2004 brachte Accor seine Casinos in ein Gemeinschaftsunternehmen mit Barriere ein, das zum Marktführer in Europa aufstieg. 2006 wagte sich der Konzern nach Indien, unter anderem startete dort die Hotelkette Formule 1. Die internationale Expansion wurde nicht zuletzt mit dem Verkauf einiger Hotels finanziert, sodass Accor fortan nur noch für das Management der Häuser verantwortlich war. Größere mediale Aufmerksamkeit erregte außerdem der Verkauf der Beteiligung am französischen Touristik-Unternehmen Club Méditerranée. Der Grund dafür war einerseits, dass Accor nicht die Mehrheit am Unternehmen erreichen konnte. Andererseits wollte sich Accor fortan stärker auf sein Kerngeschäft in den beiden Bereichen Hotellerie und Dienstleistungen konzentrieren. Die Strategie wurde von den Anlegern zunächst nicht positiv beurteilt, die an der Euronext in Paris notierte Accor-Aktie verlor in der Folge stark an Wert. Gleichzeitig bekam Accor neue Konkurrenz im Bereich der Budget-Hotels.

### Neuordnung der Hotelmarken

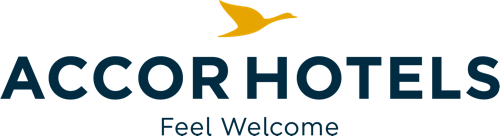
Unternehmenslogo 2015 bis 2019

Um das Hotelgeschäft zu stärken, passte Accor daher die Strategie seiner Marken an. Das Unternehmen gründete 2007 die Hotelkette All Seasons und 2008 MGallery (heute MGallery by Sofitel). All Seasons (heute Ibis Styles) war nicht so standardisiert wie Ibis und gab Hotelbetreibern, welche die Marke im Franchise lizenzieren, mehr Freiheiten bei der Gestaltung der Häuser. Bei MGallery handelte es sich zunächst um eine gehobene Variante von Mercure-Hotels nach dem Vorbild von Boutique-Hotels. Außerdem führte Accor die Marke Pullman im Premium-Segment wieder ein. Der Konzern hatte die Rechte daran bereits 1991 durch den Kauf der Hotels der Compagnie Internationale des Wagons-Lits erhalten, Pullman aber zwischenzeitlich aufgegeben. Mit der Wiedereinführung von Pullman wurde Sofitel noch stärker als luxuriöseste Marke von Accor positioniert. Zusätzlich startete Accor weltweit im Jahr 2008 unter dem Namen „A|Club“ ein Programm zur Kundenbindung. In allen Hotels mit drei oder mehr Sternen konnten Kunden Punkte sammeln, um diese in Prämien einzulösen oder Statusvorteile zu erreichen. Accor gewann zum Beispiel Europcar und Miles & More als Partner für „A|Club“ (heute „ALL - Accor Live Limitless“ genannt). Für seinen Dienstleistungsbereich kaufte Accor 2008 die Mehrheit an Motivano, einem britischen Unternehmen für Mitarbeitervergünstigungen.

### Aufspaltung des Konzerns
Nachdem Umsatz und Gewinn aufgrund der weltweiten Wirtschafts- und Finanzkrise ab 2007 schrumpften, verordnete sich Accor einen harten Sparkurs. 2009 kam es dann zu einem Streit im Management des Konzerns. Anlass war, dass Generaldirektor und Präsident des Verwaltungsrats wieder in einem Amt zusammengeführt werden sollten. Dies wurde von den Finanzinvestoren Colony Capital und Eurazeo vorgeschlagen, die zusammen rund 30 Prozent der Anteile hielten und so ihren Einfluss bei Accor steigern wollten. Da beide Posten erst drei Jahre zuvor zur Vermeidung von Interessenkonflikten getrennt worden waren, traten einige Mitglieder des Verwaltungsrats aus Protest zurück. Ungeachtet dessen setzten die Investoren ihren Vorschlag letztendlich durch. Mitte 2008 kündigte Accor dann Pläne an, sein Geschäft mit Geschenk- und Restaurantgutscheinen in ein separates Unternehmen auszugliedern. Auch dies war von Finanzinvestoren immer wieder gefordert worden, weil es deutlich höhere Profite als die Hotellerie abwarf. Nachdem auch Verwaltungsrat und Aktionäre die Aufspaltung validiert hatten, wurde der Dienstleistungsbereich Accor Services Mitte 2010 unter dem Namen Edenred an die Börse gebracht.

### Konzentration auf Hotellerie
Obwohl Edenred für einen Großteil der Marktkapitalisierung von Accor verantwortlich war, blieben die Aktien des Konzerns auch nach der Trennung im Leitindex CAC 40. Bei der Konzentration des Unternehmens auf die Hotellerie kam digitalen Aktivitäten immer mehr Bedeutung zu. Beispielsweise entwickelte das Unternehmen einen Online-Check-in und führte den elektronischen Versand von Rechnungen ein. 2011 kündigte Accor eine Modernisierung der Hotelkette Ibis an, welche die meisten Hotels des Konzerns stellt. Häuser der Marken Etap Hotels und All Seasons wurden in Ibis Budget und Ibis Styles umbenannt. Ibis wurde damit zur zentralen Marke im Budget-Bereich. 2013 änderte Accor erneut seine Organisationsstruktur: Das Geschäft mit eigenen Hotels trennte man von den Management- und Franchisebetrieben. Accor kehrte damit als strategischer Investor auf den Markt für Hotelimmobilien zurück und öffnete später seine Immobiliensparte auch für externe Investoren.
Um die Konzentration auf die Hotellerie auch nach außen stärker zu präsentieren, tritt der Konzern seit 2015 ausschließlich unter der Marke AccorHotels auf, während sich der juristische Name der Dachgesellschaft bisher nicht änderte. 2016 übernahm AccorHotels dann FRHI mit seinen Hotelketten Fairmont, Raffles und Swissôtel, die allesamt in der gehobenen Kategorie angesiedelt sind. Ferner vereinbarte Accor mit der Hamburger Hotelkette 25hours eine strategische Partnerschaft, im Rahmen derer AccorHotels 30 % an 25hours erwarb. Unter dem Namen Jo&Joe rief AccorHotels eine Hotelkette ins Leben, die sich dediziert an die Generation Y richtet. Außerdem intensivierte der Konzern seine Bemühungen, die CO2-Emissionen seiner Häuser signifikant zu reduzieren. Zuletzt erhielt der Konzern größere Aufmerksamkeit für den Einzug von Nicolas Sarkozy in den Verwaltungsrat. Er wird sich dort in einem neu geschaffenen Gremium um die Strategie des Konzerns kümmern.
2020 übernahm Accor die Hotelkette Mama Shelter, die Serge Trigano, Sohn von Gilbert Trigano (Club Med) 2008 gegründet hatte. Es handelt sich um sogenannte Lifestyle Hotels.

### Konzern-Umstrukturierung 2022
2022 hat der Hotelkonzern Accor seine Unternehmensstruktur umgestaltet. Dazu wurde er in zwei getrennte Geschäftsbereiche geteilt. Das Ziel ist unter anderem, die eigene Führungsposition auszubauen.

Wie das Unternehmen mitteilte, wird die Umstrukturierung zum 1. Oktober 2022 erfolgt sein. Ab dann ist der Konzern in die Bereiche „Economy, Midscale & Premium Division“ und „Luxury & Lifestyle Division“ geteilt.

#### Economy, Midscale & Premium Division
Der erste Bereich umfasst insbesondere die Marken Ibis, Novotel, Mercure, Swissôtel, Mövenpick und Pullman. Der Bereich soll Führungspositionen in Europa, Lateinamerika, Asien-Pazifik und den Nahen Osten einnehmen und sich um vier regionale Hauptquartiere in Paris, São Paulo, Singapur und Shanghai gruppieren. Laut Accor wird die Strategie darauf ausgerichtet sein, die Entwicklung zu beschleunigen, etwa durch Franchising und die Verjüngung der Marken.

#### Luxury & Lifestyle Division
Dieser Bereich vereint die Luxusmarken von Accor sowie die Lifestyle-Einheit der Gruppe, Ennismore. Hinzu kommen 488 Hotels weltweit sowie 266 neue Häuser, die in der Entwicklung sind. Diese auf Luxus und Lifestyle ausgerichtete Abteilung wird nach Marken um vier Säulen herum strukturiert sein: Raffles & Orient Express, Fairmont, Sofitel & MGallery, und Ennismore.

### Orient Express Sailing Yachts
Unter der Marke Orient Express Sailing Yachts werden mit dem Neubau zweiter hochmodernen Gigasegelyachten, der OE Corinthian und der OE Olympian, unter der Federführung von Accor Luxuskreuzfahrten angeboten. 
Gebaut werden die Yachten nach dem Silenseas-Konzept von Chantiers de l’Atlantique in Saint-Nazaire, Frankreich. Das Konzept wurde von dem Pariser Architekten Maxime d'Angeac für OE weiterentwickelt. Das nostalgisch anmutende Interieur ist an das des gleichnamigen Luxuszuges Orient Express angeglichen.
Mit einer Länge vom 220 m und einer Breite von 25,20 m haben maximal 130 Gäste in 54 Suiten Platz. Diese haben eine Größe von durchschnittlich 70 m². Das Verhältnis „Gäste zu Crew“ ist 1:1,3.
Die beiden Yachten werden durch die SolidSail-Technologie, entwickelt von Chantiers, nachhaltig betrieben. Drei starre Segel haben je eine Fläche von ca. 1.500 m²; diese werden an drei kippbaren Masten von mehr als 100 Meter Höhe gehisst. Hierdurch kann im Idealfall ein 100%iger Segelbetrieb mit einer Geschwindigkeit von bis zu 17 Knoten erreicht werden. Der alternative Elektromotor soll, wenn für Kreuzfahrtschiffe genehmigt, mit grünem Wasserstoff betrieben eine max. Geschwindigkeit von 15 Knoten erreichen.
Der Stahlschnitt der OE Corinthian war im April 2024, die Kiellegung im Januar 2025. Das Aufschwimmen ist für Juni 2025 geplant, die Auslieferung für März 2026. Einsatzgebiet ist im Sommer das Mittelmeer, im Winter die Karibik.
Das zweite Schiff dieser Klasse, die OE Olympian, soll 2027 ausgeliefert werden. Der Stahlschnitt war hier im Januar 2025.

#### Flotte
| Name          | Auslieferung    | BRZ    | Bauwerft                  | Bemerkungen |
| ------------- | --------------- | ------ | ------------------------- | ----------- |
| OE Corinthian | geplant 02/2026 | 26.200 | Chantiers de l’Atlantique |             |
| OE Olympian   | geplant 01/2027 | 26.200 | Chantiers de l’Atlantique |             |

## Organisation
AccorHotels ist eine Société Anonyme, eine Aktiengesellschaft nach französischem Recht. Die Firma lautet „Accor S.A.“. Zweck des Unternehmens sind alle Aktivitäten, die den Betrieb von Hotels und verwandter Geschäfte betreffen. Das Grundkapital beträgt 854.303.010 Euro, eingeteilt in 284.767.670 Stammaktien mit einem Nennwert von jeweils drei Euro. Sie werden an der Euronext in Paris gehandelt. Die Führung des Unternehmens obliegt einem Verwaltungsrat (Board of Directors), dessen Mitglieder von den Aktionären bestimmt werden. Zusätzlich repräsentiert mindestens ein Direktor die Mitarbeiter des Konzerns. Kein Mitglied des Verwaltungsrats darf über 75 Jahre alt sein, nicht mehr als ein Drittel über 70.

### Board of Directors
Der Verwaltungsrat ist das oberste Leitungs- und Kontrollgremium von AccorHotels. Ihm obliegen alle Entscheidungen von grundlegender Bedeutung. AccorHotels verwendet das monistische System. Das Gremium ist derzeit mit 16 Direktoren besetzt: Sheikh Nawaf Bin Jassim Bin Jabor Al-Thani, Vivek Badrinath, Jean-Paul Bailly, Philippe Citerne, Iliane Dumas, Mercedes Erra, Aziz Aluthman Fakhroo, Sophie Gasperment, Qionger Jiang, Iris Knobloch, Bertrand Meheut, Nicolas Sarkozy, Patrick Sayer, Isabelle Simon, Natacha Valla und Sarmad Zok. Dazu kommt Sébastien Bazin, seit 2013 Vorsitzender des Verwaltungsrats (Chairman) und Chief Executive Officer von AccorHotels. Zuvor war er Europachef des Investmentfonds Colony Capital.

### Executive Committee
Die beiden Geschäftsbereiche von AccorHotels, „HotelInvest“ und „HotelServices“, haben ihre eigene Führungs- und Berichtsstruktur. Sie werden jedoch von einem gemeinsamen Gremium geleitet, dem sogenannten Executive Committee. Es ist vergleichbar mit dem Vorstand einer deutschen Aktiengesellschaft. Das Executive Committee entscheidet beispielsweise über alle Projekte mit mehr als fünf Millionen Euro Budget. Neben Sébastien Bazin gehören dem Executive Committee 13 weitere Mitglieder an: Arantxa Balson, Gaurav Bhushan, Sven Boinet, Chris J. Cahill, Steven Daines, Jean-Jacques Dessors, Michael Issenberg, Patrick Mendes, Jean-Jacques Morin, Amir Nahai, John Ozinga, Laurent Picheral und Sophie Stabile.

## Hotelmarken
Im Geschäftsjahr 2015 hatte Accor weltweit 3.873 Hotels mit 511.517 Zimmern. Frankreich war mit 1.598 Hotels und 144.009 Zimmern der größte Markt des Konzerns. 331 Häuser befanden sich 2015 im Eigentum von Accor, die restlichen Hotels waren fest oder variabel gemietet, geleast oder wurden als Franchise betrieben. Die Marke mit den meisten Hotels ist Ibis, zu der auch Ibis Budget und Ibis Styles gehören. In Europa ist Ibis Marktführer, sowohl gemessen an der Zahl der Hotels als auch nach Zimmern. Ibis ist mit Ibis Styles, Ibis Budget,BreakFree und greet dem Economy-Bereich von Accor zuzuordnen. Zum Midscale-Segment gehören die Marken Novotel, Mercure, Mama Shelter, Mantra, Tribe und Adagio. Swissôtel, Sofitel, Pullman, MGallery by Sofitel, Grand Mercure, Mövenpick, Fairmont, Raffles, Rixos und The Sebel stuft der Konzern als Luxus- und Upscale-Hotels ein.
| Hotelkette          | Frankreich | EMEA | APAC | AMER | Gesamt |
| ------------------- | ---------- | ---- | ---- | ---- | ------ |
| Sofitel             | 11         | 43   | 43   | 17   | 114    |
| Pullman             | 13         | 26   | 63   | 6    | 108    |
| MGallery by Sofitel | 24         | 28   | 27   | 3    | 82     |
| Grand Mercure       | 0          | 2    | 40   | 4    | 46     |
| The Sebel           | 0          | 0    | 25   | 0    | 25     |
| Novotel             | 112        | 169  | 118  | 29   | 428    |
| Suite Novotel       | 19         | 12   | 0    | 0    | 31     |
| Mercure             | 239        | 338  | 93   | 71   | 741    |
| Adagio              | 28         | 15   | 0    | 7    | 50     |
| Ibis                | 384        | 393  | 153  | 139  | 1068   |
| Ibis Styles         | 115        | 87   | 59   | 9    | 310    |
| Ibis Budget         | 330        | 167  | 32   | 22   | 551    |
| Adagio Access       | 45         | 2    | 0    | 0    | 47     |
| Hotel F1            | 237        | 0    | 0    | 0    | 237    |
| Formule 1           | 0          | 1    | 7    | 0    | 8      |
| Gesamt              | 1598       | 1289 | 680  | 306  | 3873   |

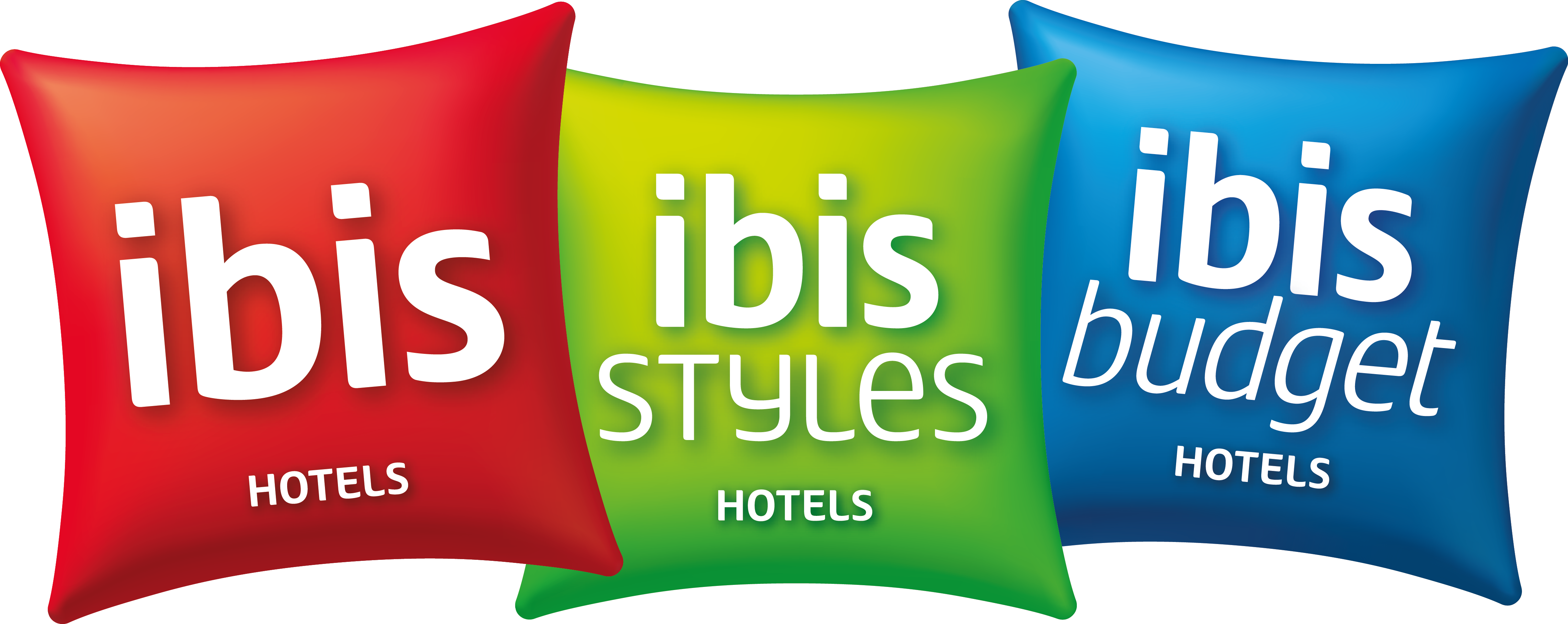
Logos der Hotelkette Ibis

Neben den genannten Marken war der Konzern von 2002 bis 2007 in Deutschland an der Hotelkette Dorint beteiligt.

## Kritik
2016 berichtete das TV-Magazin ZDFzoom über die irreführende Verwendung von Hotelsternen. Die beanstandeten Häuser seien nicht vom Deutschen Hotel- und Gaststättenverband klassifiziert, sondern hätten sich die Sterne selbst verliehen. Betroffen von den Vorwürfen war beispielsweise auch das Sofitel am Berliner Gendarmenmarkt. Die Direktion rechtfertigte die falsche Angabe gegenüber ZDFzoom mit einer „Kommunikationspanne“. Accor bedauerte die irrtümliche Verwendung von Sternen und betonte, man habe ein hohes Interesse an einer korrekten Klassifizierung. Das Hotel selbst wurde nach der Sendung offiziell klassifiziert.
Im März 2019 berichtete der Sender ABC über Vorwürfe, die Hotelkette würde Aborigines gezielt in schlechteren Zimmern unterbringen, als andere Gäste. Eine entsprechende Anweisung hätte es im Juni 2018 per E-Mail an die Mitarbeiter gegeben. Der Sender habe daraufhin selbst zum Test zwei Buchungen vorgenommen. Die Vorwürfe hätten sich daraufhin bestätigt. Auch ein Mitarbeiter des Hotels bestätige dies. Accor kündigte an, den Vorwürfen nachzugehen.
In die Amtszeit von Sébastien Bazin fallen auch einige Fehlentscheidungen: 2015 öffnete er das interne Buchungssystem auch für Konkurrenten, um neuen Firmen wie Booking oder Expedia Konkurrenz zu machen. Nach Protesten der eigenen Häuser musste er diese Entscheidung wieder zurücknehmen. 2018 kaufte Accor den Staatsanteil der Luftlinie Air France KLM, die damals in finanziellen Schwierigkeiten war. Wegen drohender Verluste musste er diese Beteiligung kurze Zeit später mit Verlust verkaufen.